# Valentin Roeser
Valentin Roeser (* um 1735 in Deutschland; † nach 1782 in Paris) war ein deutscher Klarinettist und Komponist.

## Leben und Werk
Valentin Roeser wurde um 1735 in Deutschland geboren. Es sind nur wenige biografische Daten bekannt. Nach Wilibald Gurlitt im Riemann Musiklexikon könnte Valentin Roeser ein Schüler von Johann Stamitz gewesen sein. Er wirkte vermutlich an verschiedenen Fürstenhöfen. Um etwa 1762 ging er nach Paris und machte hier seine musikalische Karriere. Das Ende des Mäzenatentums in Italien und der Krieg in Mitteleuropa (siehe: Siebenjähriger Krieg), veranlassten zahlreiche Musiker dazu, in dieser Zeit nach Paris zu ziehen. Roeser diente hier dem Fürsten von Monaco als Musiker. Roeser starb in Paris nach 1782.
Valentin Roeser schrieb 12 Sonaten für zwei Violinen, 12 Klarinettenduette, 12 Sonaten für Cembalo oder Pianoforte, 12 Sonaten für Klavier und Violine, 6 Sonaten für zwei Violinen und Bass, 6 Quartette für Klarinette, Oboe, Violine, Bratsche und Bass, 6 Triosonaten, 14 Sinfonien, darüber hinaus zahlreiche Werke für Blasinstrumente sowie Arrangements für verschiedene Instrumente beispielsweise nach Symphoniesätzen von Johann Stamitz. Zudem schrieb er eine Romanze für Singstimme. Er verfasste die Instrumentationsanweisung für Blasinstrumente Essai d’instruction à l’usage de ceux qui composent pour la clarinette er les cors (Paris 1764) und mehrere andere Schulmusikwerke. Er übersetzte zudem Mozarts Violinschule ins Französische.